# إريك كوربيلو
إريك كوربيلو (بالإسبانية: Eric Curbelo)‏ هو لاعب كرة قدم إسباني في مركز الدفاع، ولد في 14 يناير 1994 في سانتا بريخيدا في إسبانيا. لعب مع نادي لاس بالماس.

## وصلات خارجية
- إريك كوربيلو على موقع قاعدة بيانات كرة القدم.إي يو (الإنجليزية)
- إريك كوربيلو على موقع Soccerway.com (الإنجليزية)